# 100 pallottole d'Argento
100 pallottole d'Argento è stato un programma televisivo italiano, andato in onda su Rai Movie in cento puntate dal 2 agosto 2012 al 2013 e presentato da Dario Argento. I testi del programma sono curati da Luigi Cozzi.
Ogni sera veniva introdotta una pellicola di genere horror, thriller e noir. Tra i film proposti, ve ne erano alcuni diretti dallo stesso Argento, come anche opere di David Lynch, Alfred Hitchcock, Roger Corman, Mario Bava e Val Lewton.